# Ministerio de Minas y Energía (Brasil)
El Ministerio de Minas y Energía (en portugués, Ministério de Minas e Energia), sigla MME, es un Ministerio de Estado de Brasil creado en 1960. Anteriormente, la minería y la energía eran responsabilidad del Ministerio de Agricultura de Brasil.